# Pousada Nossa Senhora da Assunção

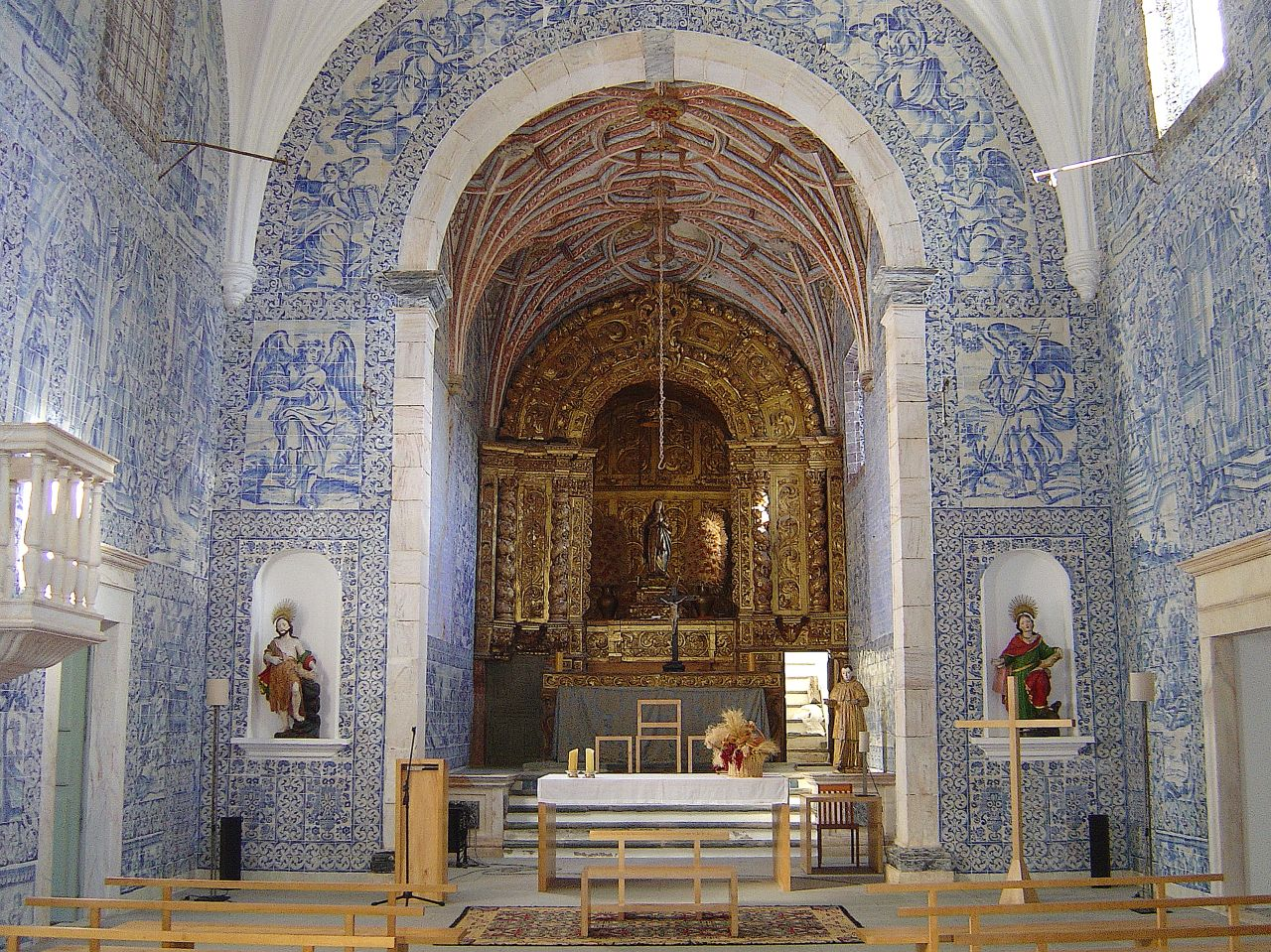
Pousada Nossa Senhora da Assunção, Arraiolos, Portugal: interior da Capela

A Pousada de Nossa Senhora da Assunção ou Pousada Convento de Arraiolos, instalada no antigo Convento de Nossa Senhora da Assunção ou Convento dos Lóios, localiza-se na freguesia e município de Arraiolos, integrando a rede Pousadas de Portugal.
O antigo Convento apresenta arquitectura austera, onde se destacam a capela, os claustros e o jardim interno.
O Convento de Nossa Senhora da Assunção ou Convento dos Lóios encontra-se classificado como Imóvel de Interesse Público desde 1974.

## Pousada
Num vale de onde se descortina a povoação, famosa pelas suas tapeçarias, e o Castelo de Arraiolos, ocupa as dependências do Convento de Nossa Senhora da Assunção, erguido no século XVI.
Ao edifício conventual foi acrescida uma área nova de suítes com varandas voltadas para a piscina e para o vale. O conjunto é complementado por um campo de ténis.
Com uma decoração moderna e sóbria, utilizando objetos de design contemporâneo, constitui-se num dos hotéis mais sofisticados do grupo, indicado para quem quer se instalar num lugar histórico mas não deseja permanecer num ambiente sombrio e rodeado de obras sacras.